# Fragaria moupinensis
Fragaria moupinensis är en rosväxtart som först beskrevs av Adrien René Franchet, och fick sitt nu gällande namn av Jules Cardot. Fragaria moupinensis ingår i släktet smultronsläktet, och familjen rosväxter. Inga underarter finns listade i Catalogue of Life.